# El Koala

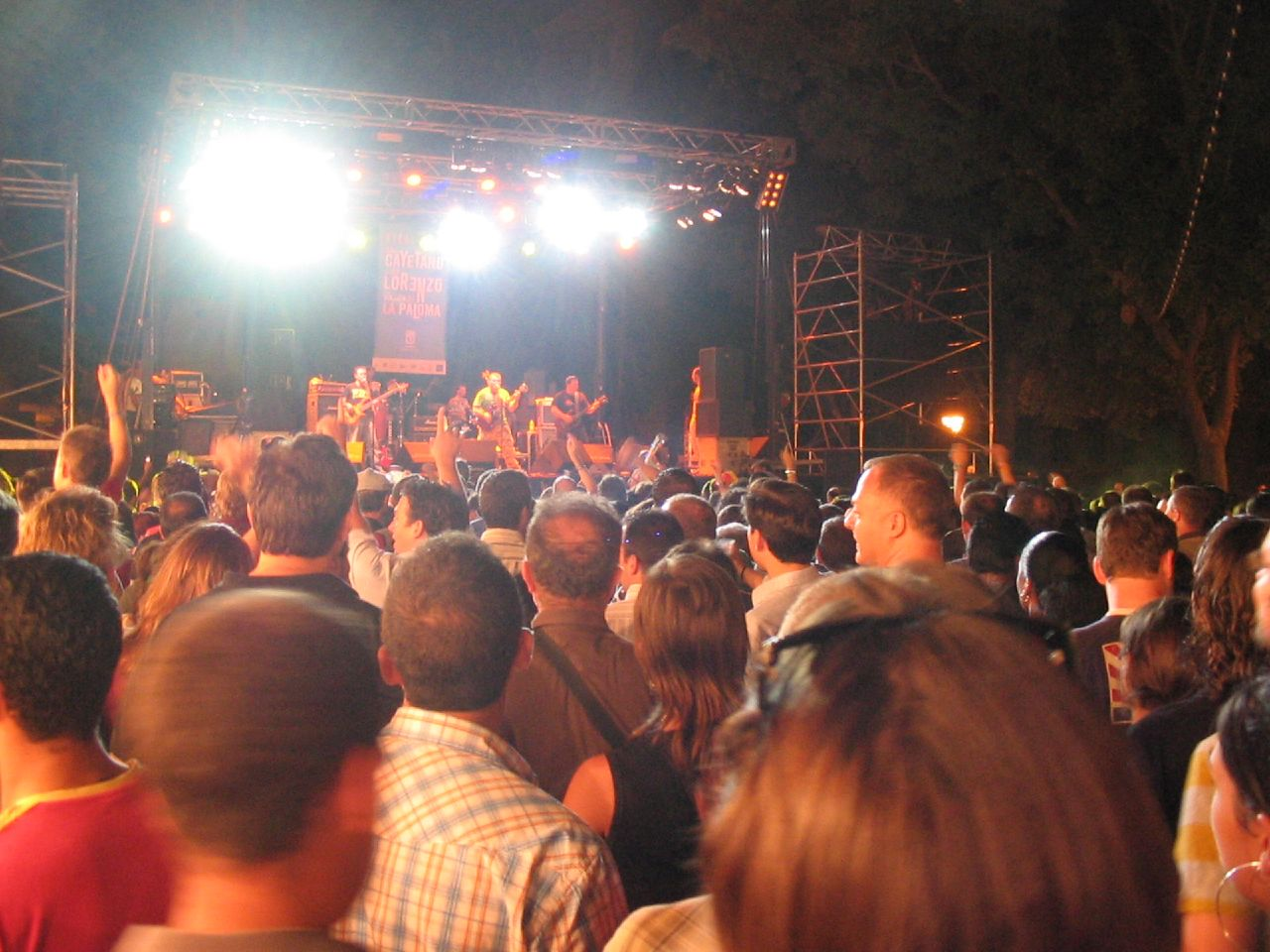
El Koala

El Koala (* 15. Oktober 1970 in Málaga, Andalusien als Jesús Manuel Rodríguez) ist ein spanischer Musiker. Seine Musikrichtung bezeichnet er selbst als „Rock Rústico“ (= Bauern-Rock, ländlicher Rock), eine Mischung aus Rock und Pop mit Texten aus dem typischen Landleben.

## Karriere
1986 startete El Koala seine Karriere mit der Gründung einer punk-rock Band, die sich Santos Putos nannte.
Im März 2006 veröffentlichte er schließlich sein erstes Album als El Koala, Rock Rústico de Lomo Ancho.
Die erste Single Opá, yo viazé un corrá ist eines von den am meisten gesehenen Videos bei Youtube, mit über 2 Millionen Klicks im ersten Monat nach Veröffentlichung; aktuell über 21 Millionen (Stand: Januar 2011). Der spanische Fernsehsender La Sexta warb mit einer neu bearbeiteten Textversion von Opá, yo viazé un corrá  (Opá, vamo a por el Mundiá) für die Fußball-Weltmeisterschaft 2006.
Ein Jahr später, im Juni 2007 veröffentlichte er sein zweites Album mit dem Namen Vuelve la burra al trigo.
Opá, yo viazé un corrá ist als einziger Song von El Koala für das Videospiel SingStar (Europa-Erstveröffentlichung 20. April 2011) als Spielgrundlage verwendet worden.